# 歌川国広

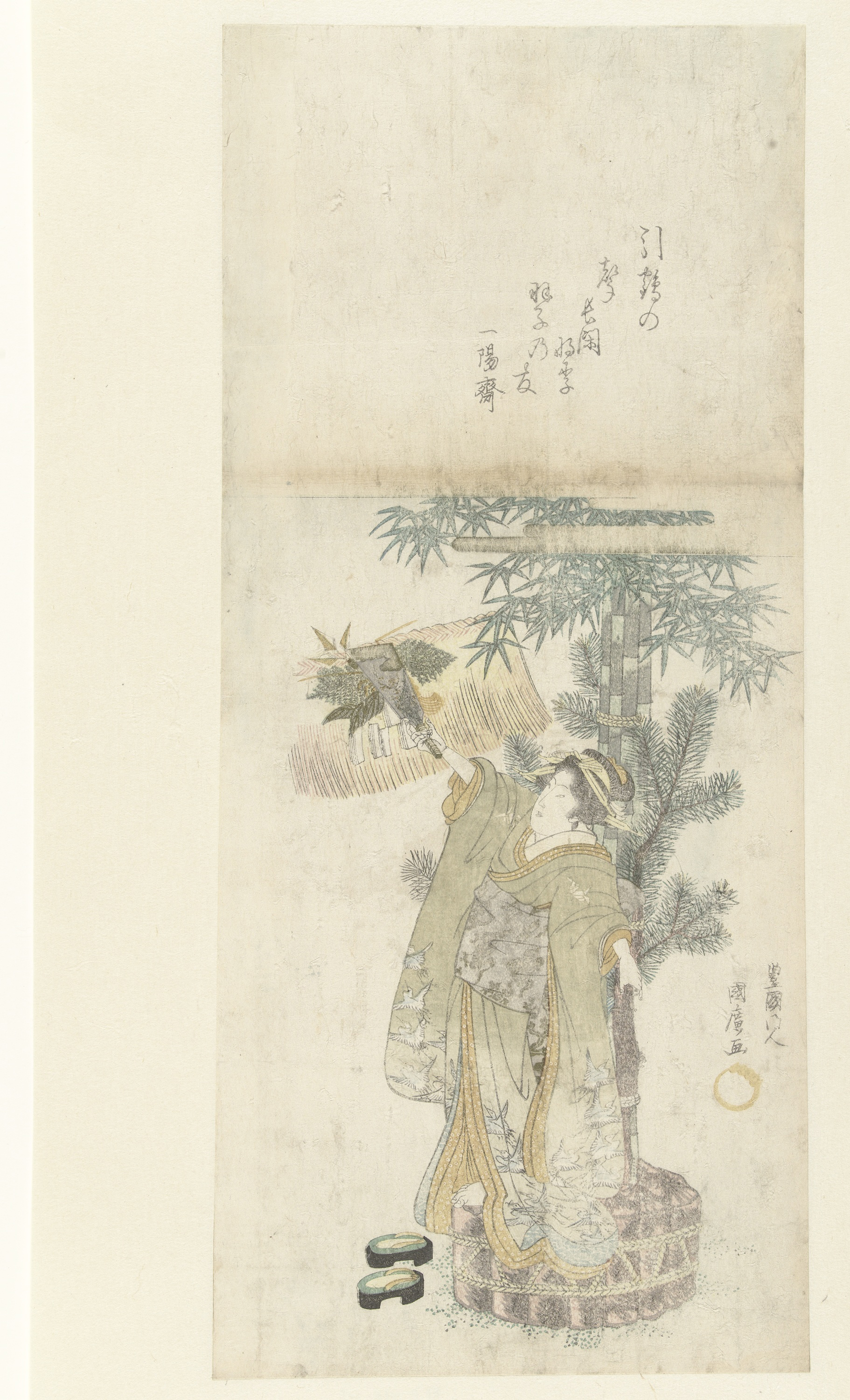
正月、羽根つきに興じる娘を描く。国広画。

歌川 国広（うたがわ くにひろ、生没年不詳）とは、江戸時代の浮世絵師。

## 来歴
『浮世絵師人名辞書』によれば三代目歌川豊国の門人で、「浅草蔵前、伊勢四郎の手代」だったという。『市中取締書留』所収の「浮世画工名前書」には「国広」の名があり俗名は治郎兵衛、露月町（現在の東新橋二丁目及び新橋四〜五丁目）に住むとしているが、そのほかの経歴については不明である。